# Вовк Федір Кіндратович
Федір (Хведір) Кіндратович Вовк (нар. 5 (17) березня 1847, с. Крячківка, Пирятинський повіт Полтавської губернії — 29 червня 1918, Жлобин, Білорусь) — український антрополог, етнограф, археолог, археограф, музеєзнавець, видавець та літературознавець. Автор першої загальної науково обґрунтованої концепції антропологічного складу українців.
В еміграції у Швейцарії та Франції з 1879 по 1905 роки, у Росії — з 1906 по 1917 роки.

## Життєпис

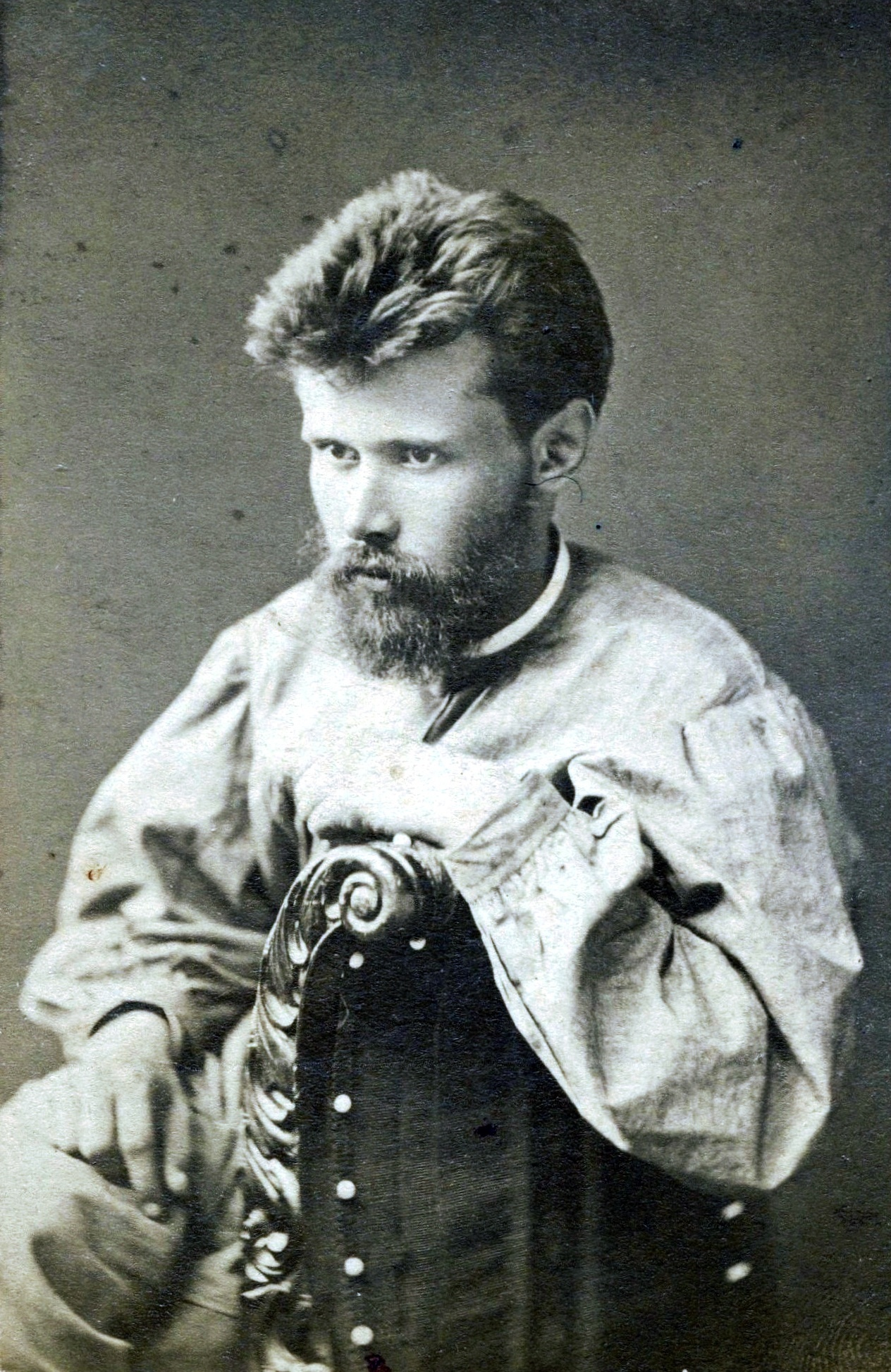
Хведір Вовк, 1871 р.

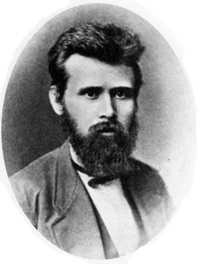
Федір Вовк

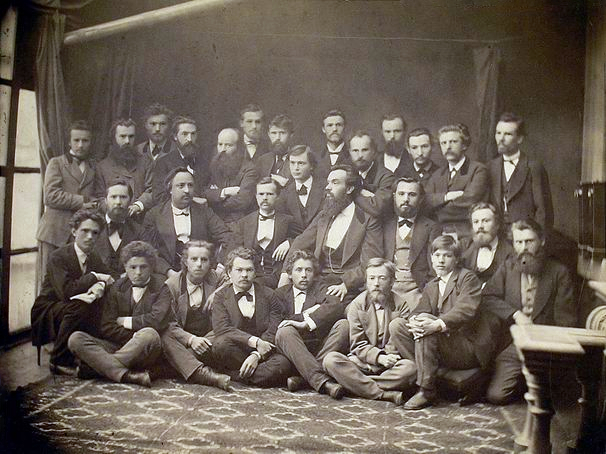
Київська «стара» громада разом зі студентською, 1874 р. Зліва направо: перший ряд: невідомо, Комарецький, невідомий представник студентської громади, Олександр Русів (скарбник), Іродіон Житецький, Волянський, Трохим Біленький, Михайло Левченко;
другий ряд: Микола Лисенко, Павло Чубинський, Іван Нечуй-Левицький, Михайло Старицький, Орест Левицький (делегат студентів при старій громаді), Діаконенко;
третій ряд: Фаворський, Михайло Драгоманів, Петро Косач (?), Білоусів, Микола Ковалевський, Пащенко, Хведір Вовк, Володимир Антонович, Микола Вербицький, Вільям Беренштам, невідомо, невідомо, Павло Житецький, невідомо.

Народився 17 березня 1847 року в селі Крячківка на Полтавщині. Батько — відставний офіцер, служив економом у панських маєтках. Мати походила з білоруської шляхти.
Після закінчення навчання в Ніжинській гімназії вступив до Новоросійського університету в Одесі, пізніше перейшов на природничий відділ Київського університету ім. Святого Володимира, де вивчав хімію, ботаніку, зоологію, порівняльну анатомію, анатомічну антропологію. Після закінчення навчання в університеті стає членом Київської громади; разом з М. Драгомановим, В Антоновичем, Тадеєм Рильським, П. Чубинським, П. Житецьким бере участь в організації недільних шкіл, виданні літератури українською мовою, збиранні етнографічних матеріалів.
Протягом 1874–1876 рр. працює помічником ревізора губернського секретаря, одночасно бере участь у Південно-західному відділі Російського географічного товариства як його засновник і дійсний член. У 1874 році бере участь в організації та діяльності III Археологічного з'їзду. Через переслідування 1879 року змушений був надовго виїхати за кордон.
З 1887 р. оселився в Парижі, де вивчав (у Г. де Мортільє Л. Манувр'є, П. Топінара, Ж. Ерве, У. Т. Амі, Ш. Летурно, П. Брока) антропологію, порівняльну етнографію і археологію.
За працю «Скелетні видозміни ступні у приматів і людських расах» (фр. Variations squelettiques du pied chez les Primates et chez les races humaines) (1901) отримав премії Godar і Російської академії наук.
З 1905 р. — доцент антропології Петербурзького університету. Федір Вовк (професор Петербурзького університету) як антрополог — послідовник французької антропологічної школи. Вивчав етнографічні матеріали в різних країнах Європи.
У 1904—1906 рр. робив наукові екскурсії в Галичині, Буковині та Угорщині.
З урахуванням публіцистичних статей спадщина Ф. Вовка нараховує 628 праць, виданих по усьому світові переважно іноземними мовами.
Вовк — член Російського географічного товариства в Петербурзі, Історичного й Антропологічного товариства в Парижі, активний популяризатор української культури в Європі. Науковець — один з перших дослідників палеолітичних пам'яток на території України (Мізинська стоянка, зокрема).
Вчений зібрав значний матеріал з етнографії українського народу. Він — автор праць «Антропологічні особливості українського народу», «Етнографічні особливості українського народу» (обидві 1916, увійшли до другого тому видання «Украинскій народъ въ его прошломъ и настоящемъ»), у яких обґрунтував, що українці — окремий слов'янський народ зі специфічним домінуючим антропологічним типом.
Після Жовтневого перевороту 1917 року уряд Української Народної Республіки звернувся до всіх відомих українських діячів науки і культури, які з тих чи інших причин були змушені залишити батьківщину, із закликом повернутися в Україну та взяти участь у розвитку національної держави. Вовк на це запрошення відгукнувся, але дорогою з Петербурга до України (у білоруському Жлобині) раптово помер.

## Науковий спадок

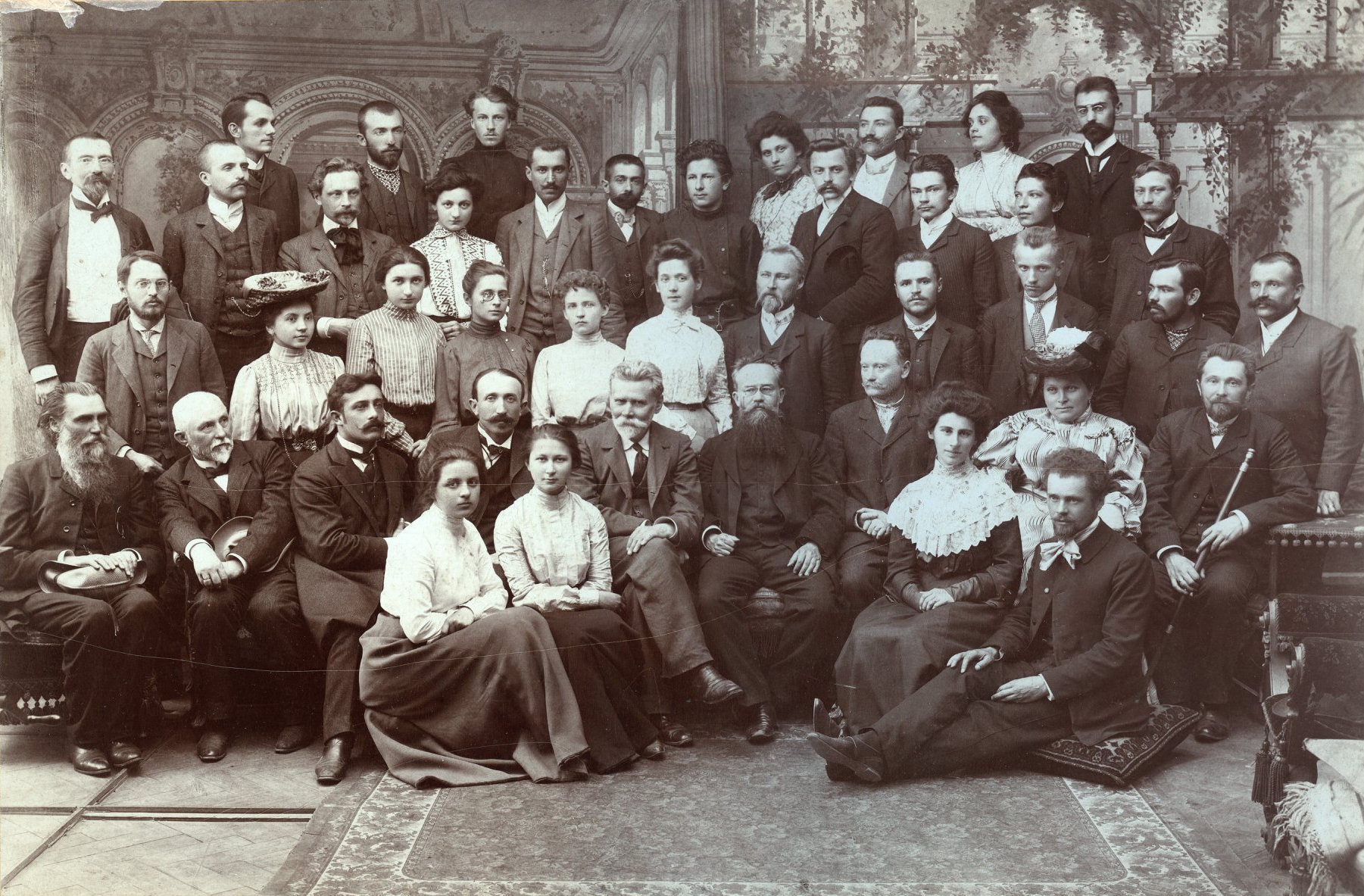
Викладачі та студенти Наукових курсів українознавства у Львові (організованих ТПУНЛШ), 5 липня 1904 р. Зліва направо: перший ряд (сидять): М. Дверницька, В. Чикаленківна, А. Трушева, І. Труш;
другий ряд (сидять): П. Рябков, Т. Ревакович, І. Брик, М. Ганкевич, Хв. Вовк, М. Грушевський, І. Франко, М. Грушевська, Вол. Гнатюк;
третій ряд (стоять): Вол. Дорошенко, М. Підлісецька (Мудракова), Г. Чикаленківна, К. Голицинська, О. Андрієвська, М. Липа, І. Липа, Ф. Шолудько, В. Панейко, Л. Сміщук, Л. Гарматій;
четвертий ряд (стоять): Вол. Лаврівський, Е. Голицинський, Юл. Бачинський, М. Крушельницька (Дроздовська), Дм. Дорошенко, Я. Грушкевич, Л. Чикаленко, Мих. Грушкевич, Ст. Дольницький, А. Хомик, М. Росткович;
п'ятий ряд (стоять): Юл. Ситник, Ол. Скоропис, Дм. Розов, Д. Старосольська (Шухевичівна), Вол. Загайкевич, Т. Єрми (п-ні Боднарова), Мих. Мочульський.

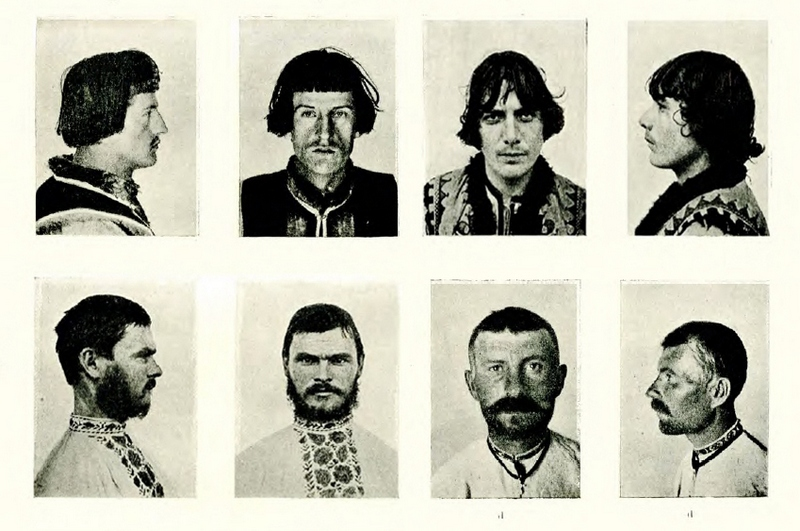
Чоловічі антропологічні типи українців (1928)

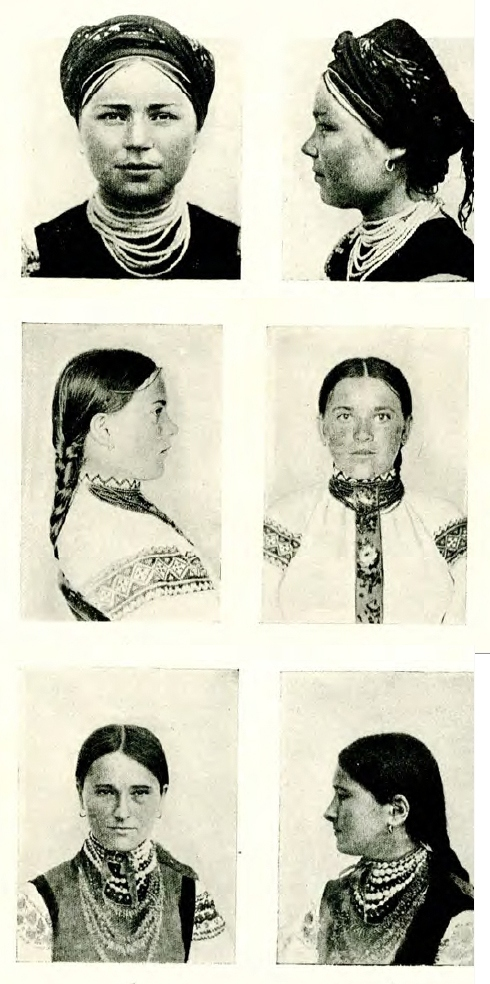
Жіночі антропологічні типи українців (1928)

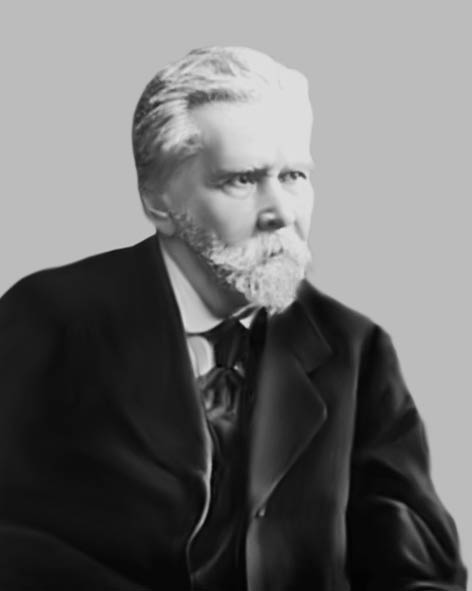
Федір Вовк в останні роки життя

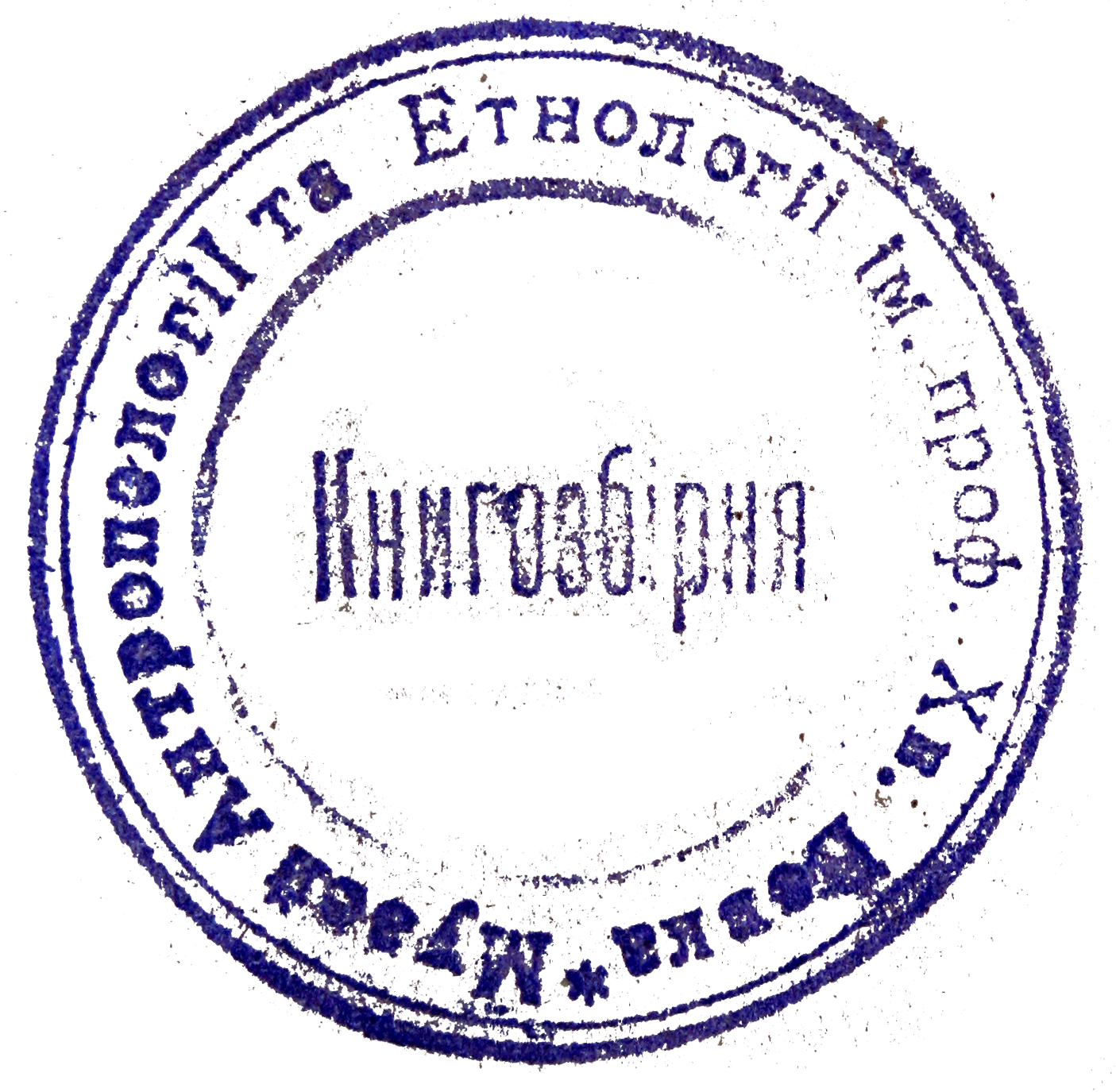
Екслібрис Музею Антропології та Етнології імені професора Федіра Вовка

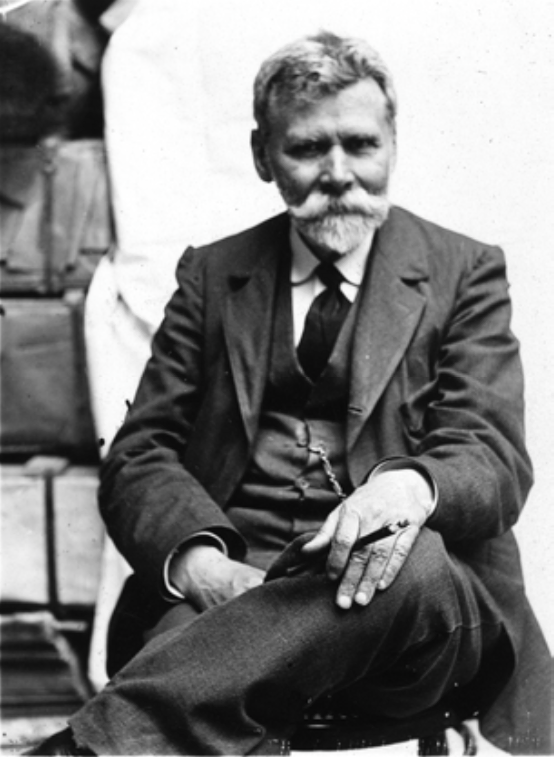
Федір Вовк. Галичина, 1905 рік

Федір Вовк зробив вагомий внесок в розвиток української антропології. Однак слід застерегти від некритичного сприйняття зібраних ним даних з фізичної антропології. Зауваживши величезну роботу, проведену науковцем, слід відмітити недостатню вибірку вимірювань, похибки інструментів тих часів, особливості наукової школи. У будь-якому разі на той час роботи Вовка були висококласними дослідженнями, проведеними за останнім словом науки, котрі справили вплив на майбутнє покоління українських вчених та розвиток і вдосконалення вітчизняної антропології загалом. Зокрема, одним з товаришів Федора Кіндратовича був Дмитро Дяченко, син котрого, Василь, разом з етнографом Всеволодом Наулком та іншими пізніше провів значно ширші та досконаліші дослідження, котрі є актуальними й нині.
Федір Вовк у своїх дослідженнях сперечався з теоріями ряду російських істориків, що відносили Україну до лише однієї з етнічно-географічних областей південно-західної Росії й заперечували існування української європейської нації з окремою мовою і відмінною від відсталої російської європейською високорозвиненою культурою. У своїх численних працях з археології, антропології та етнографії вчений у ті часи переконливо довів, що українці — слов'янський народ, з окремішим антропологічним типом котрий має цілком оригінальні етнографічні особливості. Він проводить тезу про кардинальні відмінності українців від росіян і відзначає натомість беззаперечні свідчення величезної кількості спільних рис громадян України з цивілізованими європейськими народами. Завдяки низці його праць на українському матеріалі з порівняльної етнографії — нового в той час у Європі методу систематизації, класифікації та обробки етнографічних даних — українська етнографічна та археологічна науки піднялися на один рівень з найрозвиненішими європейськими народознавчими науками кінця ХІХ-початку XX століття. Вчений, дотримуючись ідей і засад французької антропології, що мала провідну в той час природничу та антропологічну школу, переконливо доводив, що етнографія є галуззю антропології як передісторії. Світове визнання принесла вченому надзвичайно цікава й донині неперевершена праця вченого, побудована на широкому матеріалі світової порівняльної етнографії із залученням величезного кола джерел, — «Шлюбний ритуал та обряди на Україні», яку було видано спершу в Болгарії, згодом у Парижі (1892).
Перебуваючи тривалий час у вимушеній еміграції, Федір Вовк узяв на себе важку ношу популяризатора України та її культурних надбань: активно публікує в зарубіжних наукових виданнях численні розвідки, у яких знайомить Європу з нашою самобутньою культурою, етнографією і висвітлює її з точки зору західноєвропейської науки. Водночас він у численних статтях у російських та українських виданнях публікує український матеріал і вказує на його всеєвропейське значення, переконливо доводячи, що тільки тоді українська археологія та етнографія стануть на справді науковий ґрунт, коли українські вчені переконаються в її здобутках у Західній Європі й не будуть голослівно тішитися зі своєї самобутності.
10 лютого 2015 р. вітчизняні дослідники заснували «Центр палеоетнологічних досліджень» ім. Федора Вовка. Метою Центру є «розв'язання наукових, освітніх і пам'яткоохоронних проблем у сучасних археологічній, антропологічній, ентологічній та інших суміжних науках». Центр діє на базі кафедри археології та музеєзнавства історичного факультету КНУ ім. Тараса Шевченка.

## Праці
- Variations squelettiques du pied chez les Primates et chez les races humaines (докторська дисертація);
- D écouvertes pré historiques de M. Chvoika а Kiev (1899);
- Rites et usages nuptiaux en Ukraine (1891);
- Свадбарските обреді на слов'янські народи (1890);
- Le traoneau dans les rites fun é raires de l'Ukraine (1895);
- Європейські питання в слов'янській стороні (1882);
- Задунайска Січ по місцевим згадкам і розповідям (1883);
- La fraternisation en Ukraine (1892);
- Les dolmens de l'Ile d'Yeu (1895);
- Українське рибальство у Добруджі.
- Антропометричні досліди українського населення Галичини, Буковини й Угорщини (1908);
- Український народ в минулому і сучасному: Антропологічні особливості українського народу [Архівовано 2 січня 2018 у Wayback Machine.]. Етнографічні особливості українського народу [Архівовано 2 січня 2018 у Wayback Machine.]. — Петроград, 1916.
- Студії з української етнографії та антропології / проф. Хведір Вовк. — Прага: Укр. громад. вид. фонд, [1928] (Друк. «Легіографія»). — 354, [2] с.: іл., [23] арк. іл.[9]
- Студії з української етнографії та антропології [Архівовано 2 січня 2018 у Wayback Machine.]. — Київ, Мистецтво, 1995.

## Пам'ять
- У 1992 році одна з вулиць Львова отримала ім'я Федора Вовка[10]
- У 2008 році в рідному селі Федора Вовка (с. Крячківка Пирятинського району Полтавської області) йому встановлено меморіальну дошку[11].

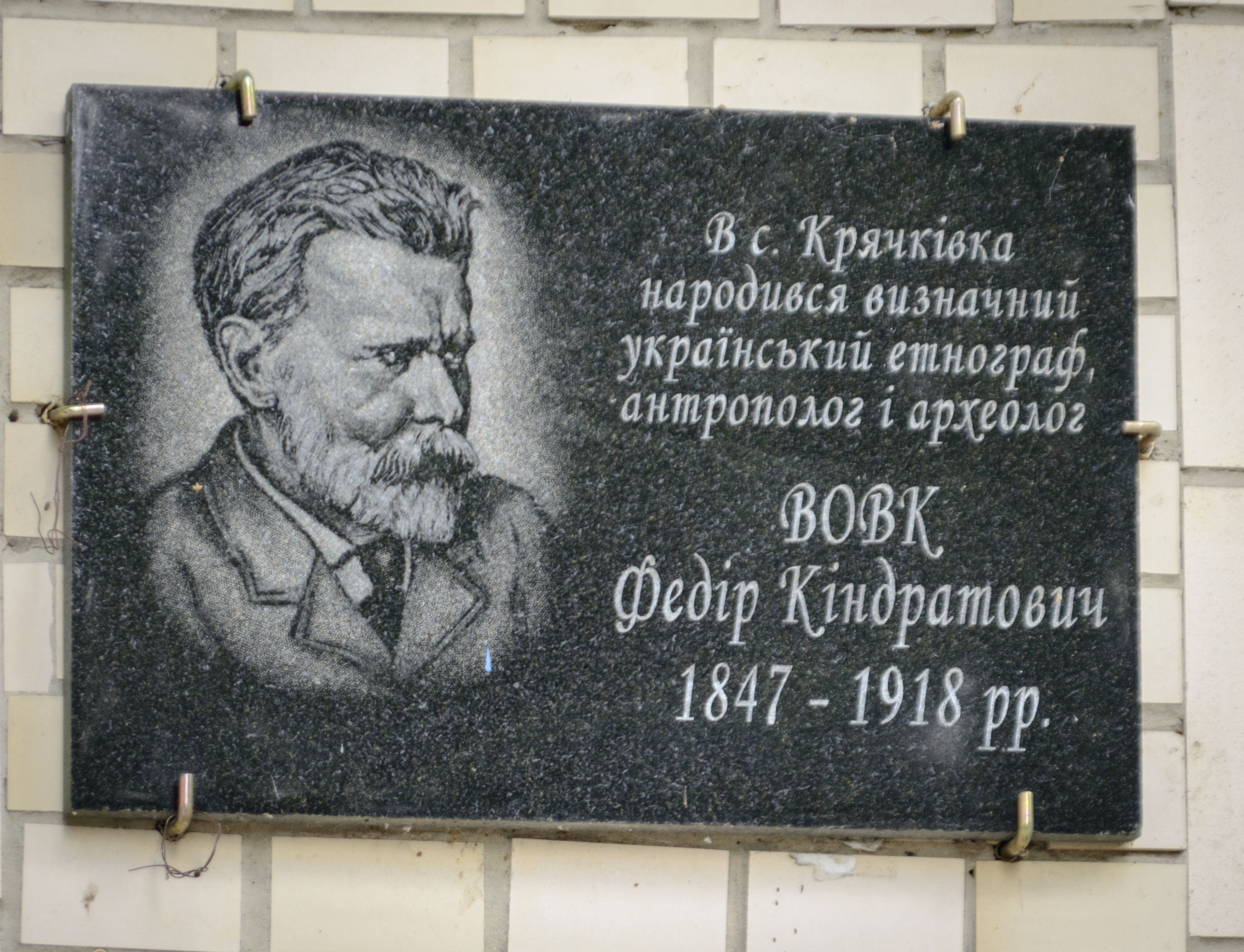
Пам’ятний знак у селі Крячківка

- У 2016 році на честь Федора Вовка перейменовано одну з вулиць Полтави[12].
- 17 березня 2017 року на державному рівні в Україні відзначалася пам'ятна дата — 170 років з дня народження Федора Вовка (1847—1918), антрополога, етнографа, археолога.[13]
- Наприкінці 2023 року в рамках проєкту «Цифрове Сховище Пам'яті» Науковим архівом Інституту археології НАН України оцифровано фонд Хведора Вовка, створено сайт, куди викладено фотографії та негативи фонду.
- В липні 2024 року вулиця Арістова у Кривому Розі перейменована на вулицю Федора Вовка.